# Audencia Business School
Audencia Business School (fran. École Supérieure de Commerce de Nantes) europska je poslovna škola s razvedenim kampusom smještenim u Parizu, Nantesu i Pekingu. Osnovana je 1900. godine. 
Audenciu je Financial Times 2012. rangirao na 63. mjesto među europskim poslovnim školama. U 2015., Audencia-ov program menadžmenta Financial Times je ocijenio 24. u svijetu.
Svi programi imaju trostruku akreditaciju međunarodnih udruga AMBA, EQUIS, i AACSB. Škola ima istaknute apsolvente u poslovnom svijetu i u politici, kao što su primjerice Jean Arthuis (Francuski političar) i Thomas Cailley (redatelj). Škola je École nationale de l'aviation civile partner za bračni inženjering stupnjeva / manager. Prosječna cijena godišnje školarine iznosi oko 20 tisuća eura te ovisi o razini edukacije (preddiplomski studij, diplomski studij ili MBA).

## Vanjske poveznice
- Službena stranica